# Walter Balmer
Walter Balmer (28. marts 1948 - 27. december 2010) var en schweizisk fodboldspiller (angriber). 
Balmer spillede 20 kampe og scorede to mål for Schweiz' landshold, som han debuterede for i en venskabskamp mod Tyrkiet 24. september 1969.
På klubplan startede Balmer sin karriere hos FC Thun i sin fødeby, inden han i 1969 skiftede til FC Basel. Her var han med til at vinde fire schweiziske mesterskaber.

## Titler
Schweizisk mesterskab
- 1969, 1970, 1972 og 1973 med FC Basel

Schweizisk pokal
- 1975 med FC Basel

Schweizisk Liga Cup
- 1972 med FC Basel